# 鯛麵

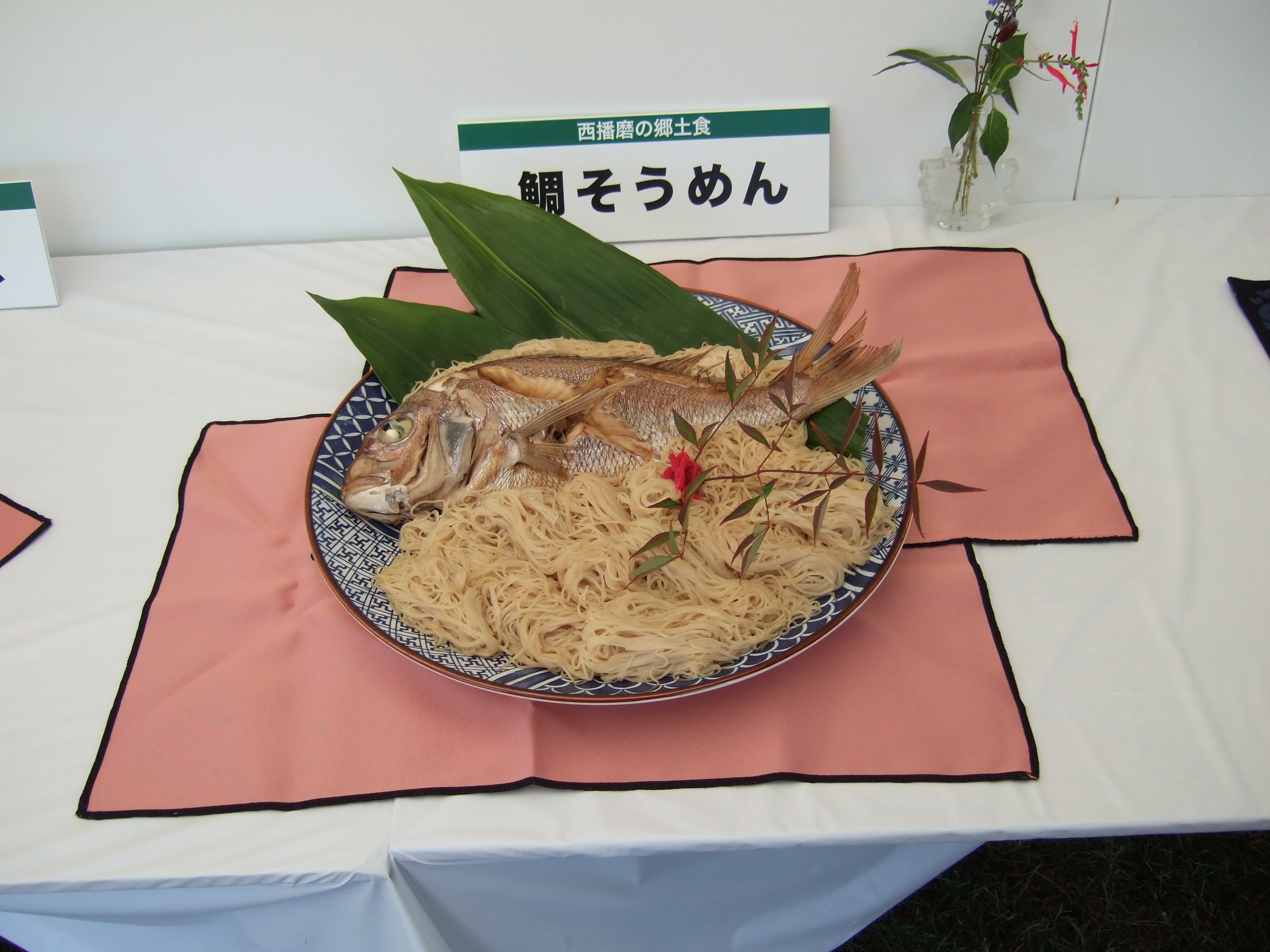
鯛麵

鯛麵（日语：／ Taimen），亦稱鯛素麵（日语：／ Taisoumen）是在瀨戶内海沿岸地區廣泛分佈郷土料理。岡山縣、廣島縣、愛媛縣、大分縣也有同樣的料理（但大分縣使用的是烏冬）。
清水整煮的鯛和煮熟的素面一起盛在大碗裡，煮鯛用的湯汁也要留下。南予地方用雞蛋絲、切成細絲的香菇做配料。在藥味料理中會加入蔥和生薑絲。

## 外部連結
- 鯛麵角寿司的製作方法